# 索斯尼察區
索斯尼察區（羅馬化：Sosnytskyi raion），是烏克蘭北部切爾尼戈夫州的一個旧區，行政中心为索斯尼察，面積916平方公里，2013年人口19,700，人口密度每平方公里21.51人。